# Cosmoscarta discessa
Cosmoscarta discessa är en insektsart som beskrevs av Schmidt 1910. Cosmoscarta discessa ingår i släktet Cosmoscarta och familjen spottstritar. Inga underarter finns listade i Catalogue of Life.